# オアシス (オアシスのアルバム)
『オアシス』 (原題:Definitely Maybe) は、オアシスのデビュー・アルバム、及び映像作品。

## 解説
収録された楽曲のクオリティーの高さと、メンバーの奔放な言動などで発売前からメディアの注目を集めていたこともあり、デビュー・アルバムでありながら全英アルバムチャートで1位を獲得した。現在までにイギリス国内で200万枚以上、日本で47万枚以上、全世界のトータルでは500万枚以上のセールスを記録している。
初めはモノウ・ヴァレー・スタジオで録音されていた。しかし、そこではデイヴ・バッチェラーによって選ばれた「各楽器の音が干渉し合わないようパーテーションで仕切り、ヘッドフォンでモニターしながら演奏する」という録音方法がバンドにそぐわず、お蔵入りされた。その後、ソーミルズ・スタジオでマーク・コイルを共同プロデューサーとして迎えて、「スタジオ内でライヴと同様に演奏する」という方法で再録音された。ソーミルズ・スタジオでの音源はオーウェン・モリスに任せることとなり、モリスはジョニー・マーのスタジオでミックスを施し本作を仕上げた。またモノウ・ヴァレー・スタジオでの録音は、2024年に発売された30周年記念盤で発表された。
ジャケットは、当時バンドのギタリストであったポール・“ボーンヘッド”・アーサーズの自宅の居間にて撮影された。ビートルズの『オールディーズ』から着想を得ており、室内にはバート・バカラックやロドニー・マーシュの写真、回転する地球儀、ライビーナで満たされたグラスなど、暗示的なオブジェクトが配置されている。リアム・ギャラガーの「告別正装安置（葬儀の遺体）」のポーズは、マンチェスター科学博物館のエジプト学のセクションを訪れていたフォトグラファーのマイケル・スペンサー・ジョーンズによるアイデアである。またジョージ・ベストのポートレイトが立てかけてある他、メンバーが観ているテレビ画面には映画『続・夕陽のガンマン』の1シーンが映し出されている。なおジョーンズは次作『モーニング・グローリー』でもジャケット・ワークを手掛けている。題名の「Definitely Maybe」について、リアムによると、当時、マンチェスターにいる仲間たちの間でDefinitely（間違いない）”と言い切った後に、“Maybe（たぶん）”と付け加える言い方が流行していたという。
『ローリング・ストーン誌の選ぶオールタイム・ベスト・デビュー・アルバム100』に於いて、42位にランクインした。

## 収録曲
全曲　作詞・作曲：ノエル・ギャラガー
アナログ盤では2枚組で「ロックンロール・スター」から「リヴ・フォーエヴァー」までがA面、「アップ・イン・ザ・スカイ」から「コロンビア」までがB面、「スーパーソニック」から「シガレッツ・アンド・アルコール」までがC面、「ディグジーズ・ディナー」から「マリード・ウィズ・チルドレン」までがD面である。
1. ロックンロール・スター - Rock 'n' Roll Star
タイトル通り、「今夜、俺はロックンロールスター」とロックスターへの成り上がり精神を高らかに宣言するナンバー。ミュージック・ビデオも制作され、ライブでも頻繁に演奏される。
デビュー以前にわずか2人の観客の前で演奏したことがあり、その際の反応は芳しくなく、翌日のライブでも観客数人の前で演奏したところ「もういい、ふざけた奴らだ」「お前ら救いのねえ野郎だな」などと野次られたため、喧嘩に発展したという。ノエルは「俺が書きたいことは全て、この曲に書いた」とコメントしている。
2. シェイカーメイカー - Shakermaker
2ndシングル。1970年代にコカ・コーラのCMソングとして起用されていた、ニュー・シーカーズの「I'd Like to Teach the World to Sing」とメロディが酷似していると訴訟問題に発展した。これについてノエルは「オレ達が飲むのはペプシさ」とコメントし、ビートルズの「フライング」からも影響を受けているともコメントしている。
歌詞はナンセンスなもので、玩具、菓子、子供向けアニメ、ザ・ジャムの「Mr. Clean」、地元マンチェスターのレコードショップが登場する。
3. リヴ・フォーエヴァー - Live Forever
3rdシングルであり、全英シングルチャートにてバンド初のトップ10入りを果たした。
ノエルが建設会社で勤務中に足を骨折し、負担の少ない倉庫番の仕事をしていた時期に制作された。歌詞では、ギャラガー兄弟の母親について歌われ、「生きること」を肯定的にとらえた曲である。また、当時驚異的な人気を誇っていたグランジ・ブームの筆頭格であるニルヴァーナのカート・コバーンが当初アルバム『イン・ユーテロ』のタイトルにしようと考えていた、"I Hate Myself and I Want to Die"（自分が嫌いだし死にたい）への反発（Live Forever＝生き続ける）も込められているという。
4. クラウドバースト　-　Cloudburst
日本版CDのみの収録曲。
5. アップ・イン・ザ・スカイ - Up in the Sky
6. サッド・ソング - Sad Song
2枚組アナログ盤、及び日本版CDのみの収録曲
7. コロンビア - Columbia
8. スーパーソニック - Supersonic
1stシングル。間奏とアウトロで聴けるギターフレーズはジョージ・ハリスンの「マイ・スウィート・ロード」から。また歌詞にはビートルズの「イエロー・サブマリン」が登場する。
9. ブリング・イット・オン・ダウン - Bring It on Down
スーパーソニックが制作されるまで、1stシングル候補だった曲。
10. シガレッツ・アンド・アルコール - Cigarettes & Alcohol
4thシングル。
T・レックスの『ゲット・イット・オン』とチャック・ベリーの『リトル・クイーニー』からメインのギターリフを引用している。ノエルは、影響を受けたアーティストの曲から、歌詞やタイトル、メロディや楽器フレーズを拝借するのが多い中で、代表的ともされる楽曲。
歌詞の内容は、イギリスの労働者階級出身者として働き生きていく中で、仕事や生きる価値、自身の力で這い上がる必要性などについて歌っているもので、ドラッグソングやタバコと酒を賞賛している内容ではない。
11. ディグジーズ・ディナー - Digsy's Dinner
12. スライド・アウェイ - Slide Away
ポール・マッカートニーがオアシスの楽曲の中でも特に称賛している。
13. マリード・ウィズ・チルドレン - Married with Children
ノエルが知人のガールフレンドを観察して制作した楽曲。アルバム唯一のアコースティック・ナンバー。

## 備考
- 日本盤のみボーナストラックとして「Cloudburst」と「Sad Song」が追加されている。この2曲を収録のプロモーションCDがフランス版アルバムに付属された。
- 日本向けのリリースでは、日本語表記が「ディグジーズ・ディナー」ではなく「ディグジーズ・ダイナー」とミスクレジットされている。
- 北米（アメリカおよびカナダ）向けのリリースでは、「Digsy's Dinner」が「Digsy's Diner」とミスクレジットされている。
- ノエルは、本作をオアシスの最高傑作としており、「このアルバムがリリースされて以降、全世界でこのアルバムを超える作品は生まれてない。90年代のロックン・ロールを定義づけたアルバムだ」と憚らない。
- ギャラガー兄弟が尊敬するザ・ストーン・ローゼズのマニからは「史上二番目に素晴らしいデビューアルバム。一番は俺達のだが」と高く評価された。
- 結成10周年記念に、アルバム制作ドキュメントDVDが発売された。「サッド・ソング」を含む全曲と、全曲分のライヴ映像、シングル曲のビデオ・クリップ等が収録されている。
- オアシスのスタジオ・アルバムとしては唯一、リアムが全曲でリードボーカルを担当した。

## 20周年記念盤

### 概要
- オアシスがデビューを果たしてから世界的現象となるまでの最重要期間である1993年～1997年を振り返るプロジェクト「チェイシング・ザ・サン」シリーズの第1弾としてリリース。
- デラックス・エディション（完全生産限定盤）とスタンダード・エディション（通常盤）の2形態でリリース。

### 仕様
- スタンダード・エディション（通常盤）
  - 1CD（オリジナル盤のリマスター）
  - 初回仕様：紙ジャケット
- デラックス・エディション（完全生産限定盤）
  - 3CD（オリジナル盤のリマスター＋カップリング集＋未発表音源）
  - ハードカヴァー紙ジャケット
  - 24Pブックレット
- D2C Super Deluxe Box Set （輸入盤、完全生産限定）
  - 豪華BOX仕様
  - 3CD（デラックス・エディションと同内容）＋2LP（『オアシス』リマスター盤のアナログ）
  - 7Inch vinylシングル
（収録曲：Supersonic (Live At Glasgow Tramshed) / Cigarettes & Alcohol (Live At Manchester Academy)）
  - 56Pハードカヴァー豪華本
  - トート・バッグ、エナメル・キーリング、バッジ・セット、ポスト・カード5枚セット封入

### 収録内容

#### Disc 1
- オリジナル盤『オアシス』リマスター

1. ロックンロール・スター  Rock 'n' Roll Star
2. シェイカーメイカー  Shakermaker
3. リヴ・フォーエヴァー  Live Forever
4. アップ・イン・ザ・スカイ  Up in the Sky
5. コロンビア  Columbia
6. スーパーソニック  Supersonic
7. ブリング・イット・オン・ダウン  Bring It on Down
8. シガレッツ・アンド・アルコール  Cigarettes & Alcohol
9. ディグジーズ・ディナー  Digsy's Dinner
10. スライド・アウェイ  Slide Away
11. マリード・ウィズ・チルドレン  Married with Children
12. シェイカーメイカー（スライド・アップ・ミックス） Shakermaker (Slide Up Mix)
日本盤ボーナストラック
13. ブリング・イット・オン・ダウン（モノウ・ヴァレー）  Bring It on Down (Monnow Valley)
日本盤ボーナストラック

#### Disc 2
- B-SIDE収録曲＋エクストラ・トラック

1. コロンビア（ホワイト・レーベル・デモ）  Columbia (White Label Demo)
1stシングル『スーパーソニック』収録
2. シガレッツ & アルコール（デモ）  Cigarettes & Alcohol (Demo)
『ストップ・ザ・クロックスEP』収録
3. サッド・ソング  Sad Song
『オアシス』アナログ盤、日本盤CDボーナストラックとして収録
4. アイ・ウィル・ビリーヴ（ライヴ）  I Will Believe (Live)
5. テイク・ミー・アウェイ  Take Me Away
以上2曲は1stシングル『スーパーソニック』収録
6. アライヴ（デモ）  Alive (Demo)
7. ドゥヤ・ウォナ・ビー・ア・スペースマン？  D'Yer Wanna Be A Spaceman?
以上2曲は2ndシングル『シェイカーメイカー』収録
8. スーパーソニック（ライヴ）  Supersonic (Live)
9. アップ・イン・ザ・スカイ（アコースティック）  Up In The Sky (Acoustic)
10. クラウドバースト  Cloudburst
以上3曲は3rdシングル『リヴ・フォーエヴァー』収録
「Cloudburst」は『オアシス』日本盤CDボーナストラックとして収録
11. フェイド・アウェイ  Fade Away
12. リッスン・アップ Listen Up
13. アイ・アム・ザ・ウォルラス（ライヴ・グラスゴーキャットハウス 1994年6月） I Am The Walrus [Live Glasgow Cathouse June '94]
以上3曲は4thシングル『シガレッツ・アンド・アルコール』収録
14. ホワットエヴァー Whatever
15. トゥ・ビー・フリー (It's Good) To Be Free
16. ハーフ・ザ・ワールド・アウェイ Half The World Away
以上3曲は5thシングル『ホワットエヴァー』収録

#### Disc 3
- 未発表デモ、アウト・テイク、ライブ音源

1. スーパーソニック（ライヴ・アット・グラスゴー・トラムシェッド）  Supersonic (Live At Glasgow Tramshed)
2. ロックンロール・スター（デモ）  Rock 'n' Roll Star (Demo)
3. シェイカーメイカー（ライヴ・パリ・インストア）  Shakermaker (Live Paris Instore)
4. コロンビア（エデン・スタジオ・ミックス）  Columbia (Eden Studios Mix)
5. クラウドバースト（デモ）  Cloudburst (Demo)
6. ストレンジ・シング（デモ）  Strange Thing (Demo)
7. リヴ・フォーエヴァー（ライヴ・パリ・インストア） Live Forever (Live Paris Instore)
8. シガレッツ・アンド・アルコール（ライヴ・アット・マンチェスター・アカデミー） Cigarettes & Alcohol (Live At Manchester Academy)
9. ドゥヤ・ウォナ・ビー・ア・スペースマン？（ライヴ・アット・マンチェスター・アカデミー）  D'Yer Wanna Be A Spaceman? (Live At Manchester Academy)
10. フェイド・アウェイ（デモ）  Fade Away (Demo)
11. テイク・ミー・アウェイ（ライヴ・アット・マンチェスター・アカデミー）  Take Me Away (Live At Manchester Academy)
12. サッド・ソング（ライヴ・アット・マンチェスター・アカデミー）  Sad Song (Live At Manchester Academy)
13. ハーフ・ザ・ワールド・アウェイ（ライヴ、トーキョー・ホテル・ルーム） Half The World Away (Live, Tokyo Hotel Room)
14. ディグジーズ・ディナー（ライヴ・パリ・インストア） Digsy's Dinner (Live Paris Instore)
15. マリード・ウィズ・チルドレン（デモ）  Married with Children (Demo)
16. アップ・イン・ザ・スカイ（ライヴ・パリ・インストア）  Up In The Sky (Live Paris Instore)
17. ホワットエヴァー（ストリングス）  Whatever (Strings)